# Loués soient nos seigneurs
Loués soient nos seigneurs, sous-titré Une éducation politique, est un récit de Régis Debray publié en mai 1996 aux éditions Gallimard et ayant reçu le prix Novembre la même année.

## Résumé
Ce livre est un récit autobiographique sur les engagements politiques de Régis Debray en Amérique latine et auprès de François Mitterrand de 1981 à 1992. Longue litanie d'une désillusion politique ironiquement sous-titré : Une éducation politique, l'auteur livre les réflexions qui lui sont venues après plusieurs années de militantisme et les différents mentors qu'il a eus : Louis Althusser, Fidel Castro et François Mitterrand, entre autres.
À sa vision intérieure et intimiste de Fidel Castro et de la Révolution cubaine à partir de 1965 jusqu'en 1971, s'ajoute celle sur la guérilla de Che Guevara qu'il a directement côtoyé en Bolivie, et où l'auteur fut emprisonné de 1967 à 1971, ainsi que quelques détails sur le Chili de Salvador Allende de 1971 à 1973.  La dernière partie du récit est consacrée à la France mitterrandienne (1981-1995).

## Éditions
- Loués soient nos seigneurs, éditions Gallimard, 1996  (ISBN 2-07-074558-9).